# Philonotis nanothecioidea
Philonotis nanothecioidea är en bladmossart som beskrevs av Jean Édouard Gabriel Narcisse Paris och Brotherus 1904. Philonotis nanothecioidea ingår i släktet källmossor, och familjen Bartramiaceae. Inga underarter finns listade i Catalogue of Life.